# 聖女マルガリータと聖アンサヌスのいる受胎告知
『聖女マルガリータと聖アンサヌスのいる受胎告知』（せいじょマルガリータとせいアンサヌスのいるじゅたいこくち、伊: Annunciazione tra i santi Ansano e Massima）、イタリアのゴシック期の画家シモーネ・マルティーニとリッポ・メンミによる絵画で、現在はイタリア・フィレンツェにあるウフィツィ美術館に収蔵されている。テンペラと金で制作された板絵の三連祭壇画である。マルティーニの傑作であり、ゴシック絵画の最も優れた作品の一つと見なされている、この作品は、もともとシエナ大聖堂の側祭壇のために描かれた。

## 歴史
この絵画は、もともとシエナ大聖堂の聖アンサヌスの祭壇を飾り、都市の守護聖人（聖アンサヌス、スポレートの聖サビヌス、聖クレッシェンティウス、聖ビクトル）に奉納された、1330年から1350年に制作された4点の祭壇画連作のうちの一部であった。これらの祭壇画には、アンブロ―ジョ・ロレンツェッティによる『神殿奉献』（聖クレッシェンティウスの祭壇画、1342年）、ピエトロ・ロレンツェッティによる『聖母の降誕』（聖サビヌスの祭壇画、1342年）、そしてバルトロメオ・ブルガリーニに帰属され、今は分散している『キリストの降誕』（聖ビクトルの祭壇画、1351年以降）が含まれていた。すべての絵画は、聖母の生涯の物語を表す必要があり、ドゥッチョ・ディ・ブオニンセーニャの『荘厳の聖母』がそれらの上に置かれていた。絵画における高価な漆の使用、金箔の多用、そして入手困難なラピスラズリは、委嘱の共同体的威信を示している。

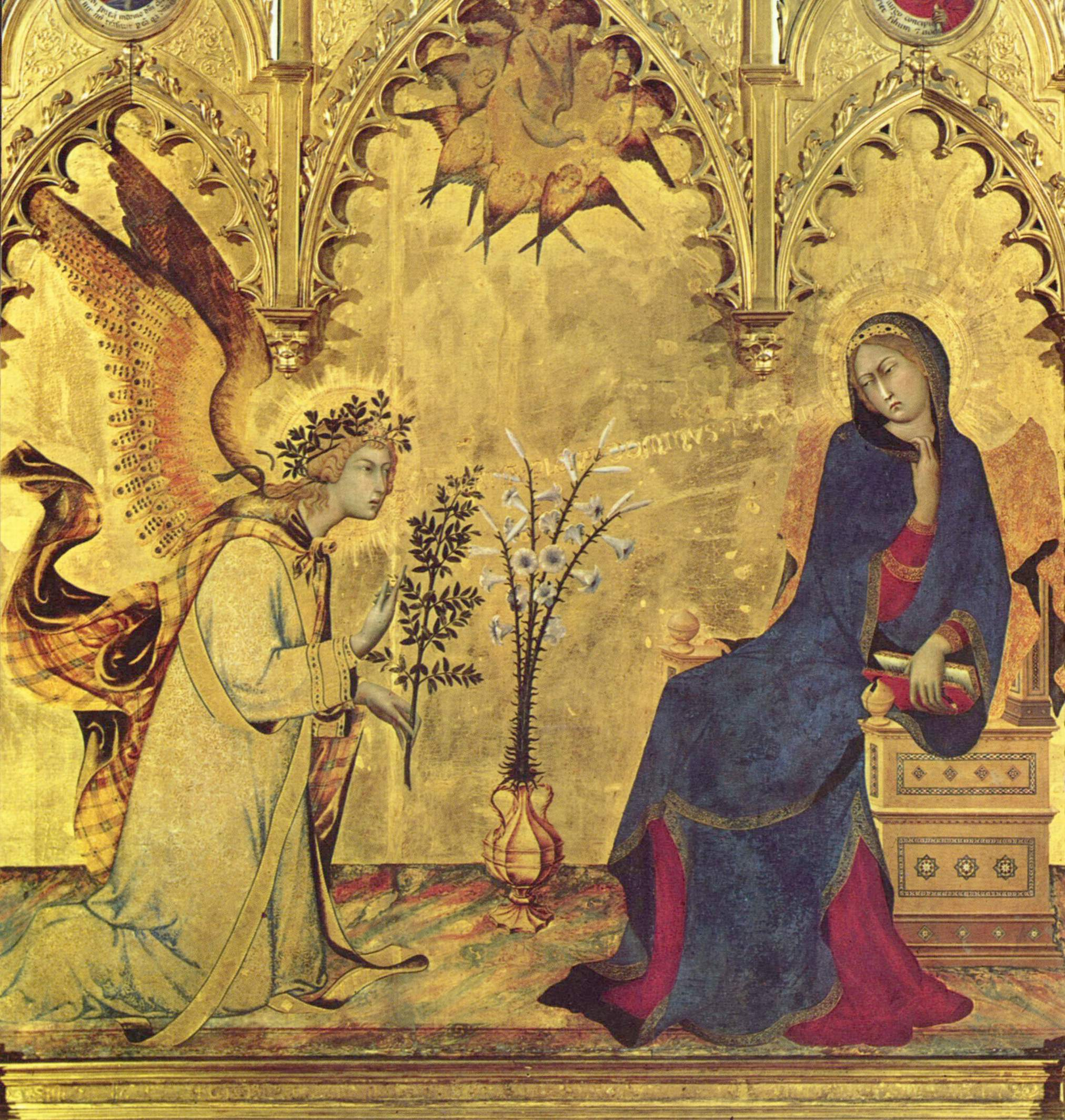
中央パネルの詳細

絵画の日付は、19世紀の改修時に埋め込まれた元の額縁の断片で明らかにされている。シモーネ・マルティーニと義兄のリッポ・メンミ（symon martini et lippvs memmi de senis me pinxervnt anno domini mcccxxxiii ）の名が記されている。ただし、二人がどの部分を制作したかは不明である。仮説は、シモーネ・マルティーニが中央のパネルを描いたのに対し、メンミは側面の聖人と上部に預言者が表されている円形画 (トンド) を担当したというものである。 
この作品は、サイズと様式の両面でイタリアの他の同時代の絵画との類似点はない。代わりに当時のフランスの装飾写本や、ドイツやイギリスの絵画と比較することができる。この「北方ヨーロッパ的様式」により、マルティーニはアヴィニョンの教皇庁から招かれることとなった。アヴィニョンのゴシック文化により、ジョット・ディ・ボンド―ネの古典的様式に対しては関心がほとんど持たれなかったので、当地にイタリアの画家はいたがフィレンツェの画家はいなかったのである。
この絵画は、オーストリア大公レオポルト2世がルカ・ジョルダーノの2枚のキャンバスと引き換えにフィレンツェに移すまで、大聖堂に残っていた。パオロ・ディ・カンポレージョによって彫られ、メンミによって鍍金された元の額縁は、1420年に改装され、19世紀に現代のものに置き換えられた。

## 概要
この作品は、『受胎告知』を描いた大きな中央パネルと、聖アンサヌス（左）と、一般的に聖マキシマ、または聖女マルガリータと見なされる女性の聖人（右）の2つの側面パネル、4つの円形画（トンド）で構成されている。円形画には、エレミヤ、エゼキエル、イシア、ダニエルが描かれている。

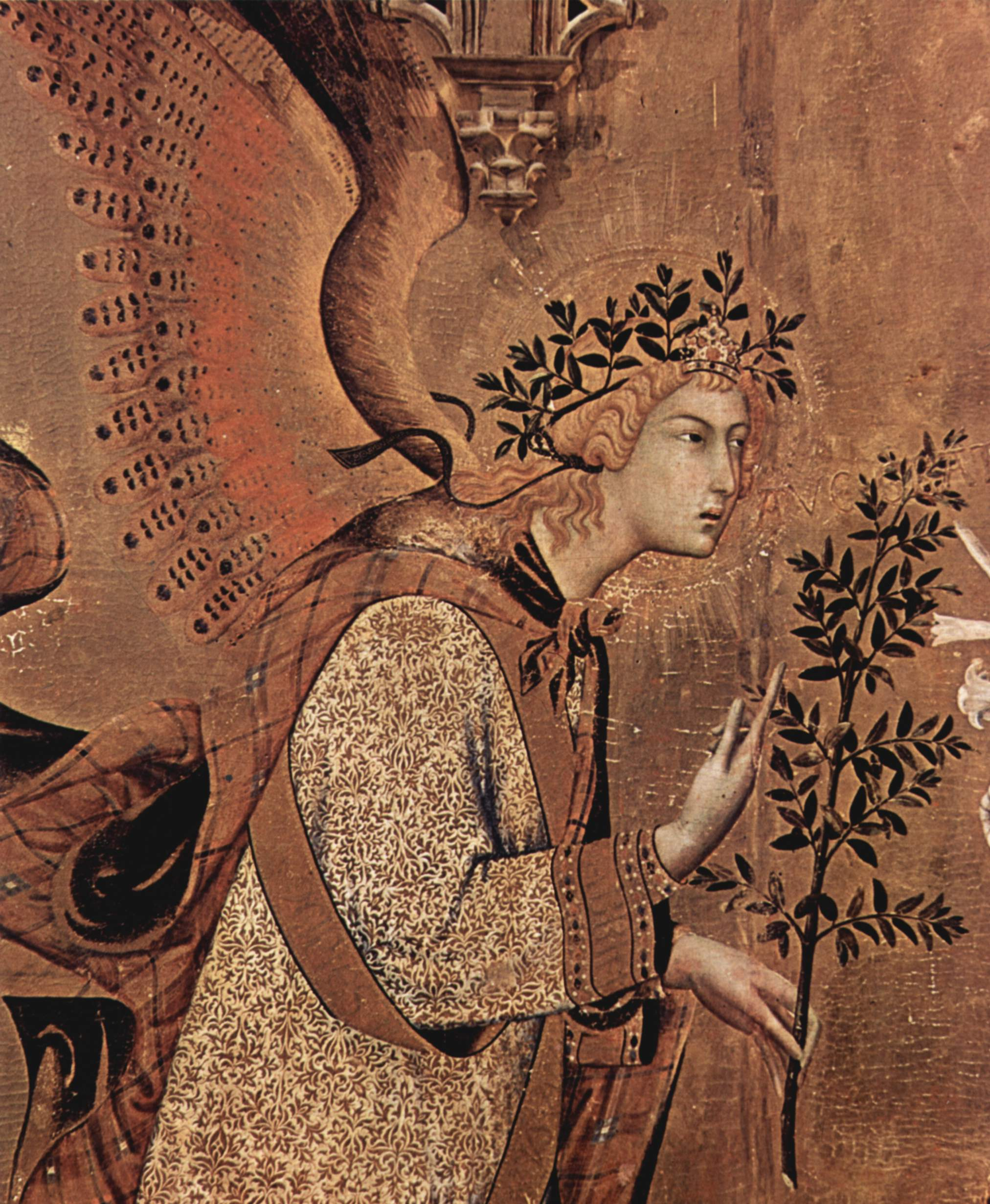
受胎告知の天使の詳細

『受胎告知』は、大天使ガブリエルが聖母マリアの家に入って、マリアがまもなく子イエスを産むことを告げるところを示している。その名前は「救い主」を意味している。ガブリエルは、平和の伝統的な象徴であるオリーブの枝を手に持ち、聖霊の鳩を指差している。鳩は天から降りてきて、上の8人の天使のいるマンドルラ（アーモンド形の枠）の中心から、聖母の右耳に入ろうとしている。実際、鳩の進路に沿って、鑑賞者は、ガブリエルの発話：ave gratia plena dominvs tecvm （「あられ、恵みに満ちて、主はあなたと共におられます。」 ）を見る。天使のマントは、詳細な「歯石布」の模様と細かな金色の羽を示している。
玉座に座っている聖母マリアはびっくりして、読書を中断された瞬間に描かれ、天の伝言者を驚いて見ながら、優雅で落ち着いた、気乗りのしない様子で反応している。聖母のドレスは唐草のような模様である。

側面では、大聖堂の二人の常連の聖人が、中央の場面から二本の装飾されたねじれた柱によって隔てられている。背景は完全に金色で、ユリの花瓶がある。これは、聖母マリアにしばしば関連する純粋さの象徴である。
ゴシック的な線の使用に加えて、本、花瓶、玉座、遠近法を使った床の敷石のリアルな要素、二人の人物のリアルな行動、および二人の性格の微妙なニュアンスなどは、ビザンチン美術に典型的な二次元性から大きく離脱している。